# Wilhelm von Schröder
Wilhelm von Schröder (Königsberg, 15 novembre 1640 – Prešov, ottobre 1688) è stato un economista e politico tedesco sostenitore delle teorie mercantiliste e cameraliste.
| Controllo di autorità | VIAF (EN) 116260567 · ISNI (EN) 0000 0001 1780 4142 · BAV 495/298620 · CERL cnp00400550 · LCCN (EN) n88139887 · GND (DE) 118795473 · BNE (ES) XX5584604 (data) · BNF (FR) cb16979747r (data) · NSK (HR) 000543732 |